# Italochrysa zulu
Italochrysa zulu är en insektsart som beskrevs av Bo Tjeder 1966. Italochrysa zulu ingår i släktet Italochrysa och familjen guldögonsländor. Inga underarter finns listade i Catalogue of Life.